# Gaasterlân-Sleat
Gaasterlân-Sleat (neerlandeză Gaasterland-Sloten) este o comună în provincia Frizia, Țările de Jos. 

## Localități componente
Bakhuizen, Balk, Elahuizen, Harich, Kolderwolde, Mirns, Nijemirdum, Oudega, Oudemirdum, Rijs, Ruigahuizen, Sloten, Sondel and Wijckel.